# Dysdera arganoi
Dysdera arganoi là một loài nhện trong họ Dysderidae.
Loài này thuộc chi Dysdera. Dysdera arganoi được Fulvio Gasparo miêu tả năm 2004.